# Gonodonta chorinea
Gonodonta chorinea är en fjärilsart som beskrevs av Stoll 1780. Gonodonta chorinea ingår i släktet Gonodonta och familjen nattflyn. Inga underarter finns listade i Catalogue of Life.

## Bildgalleri

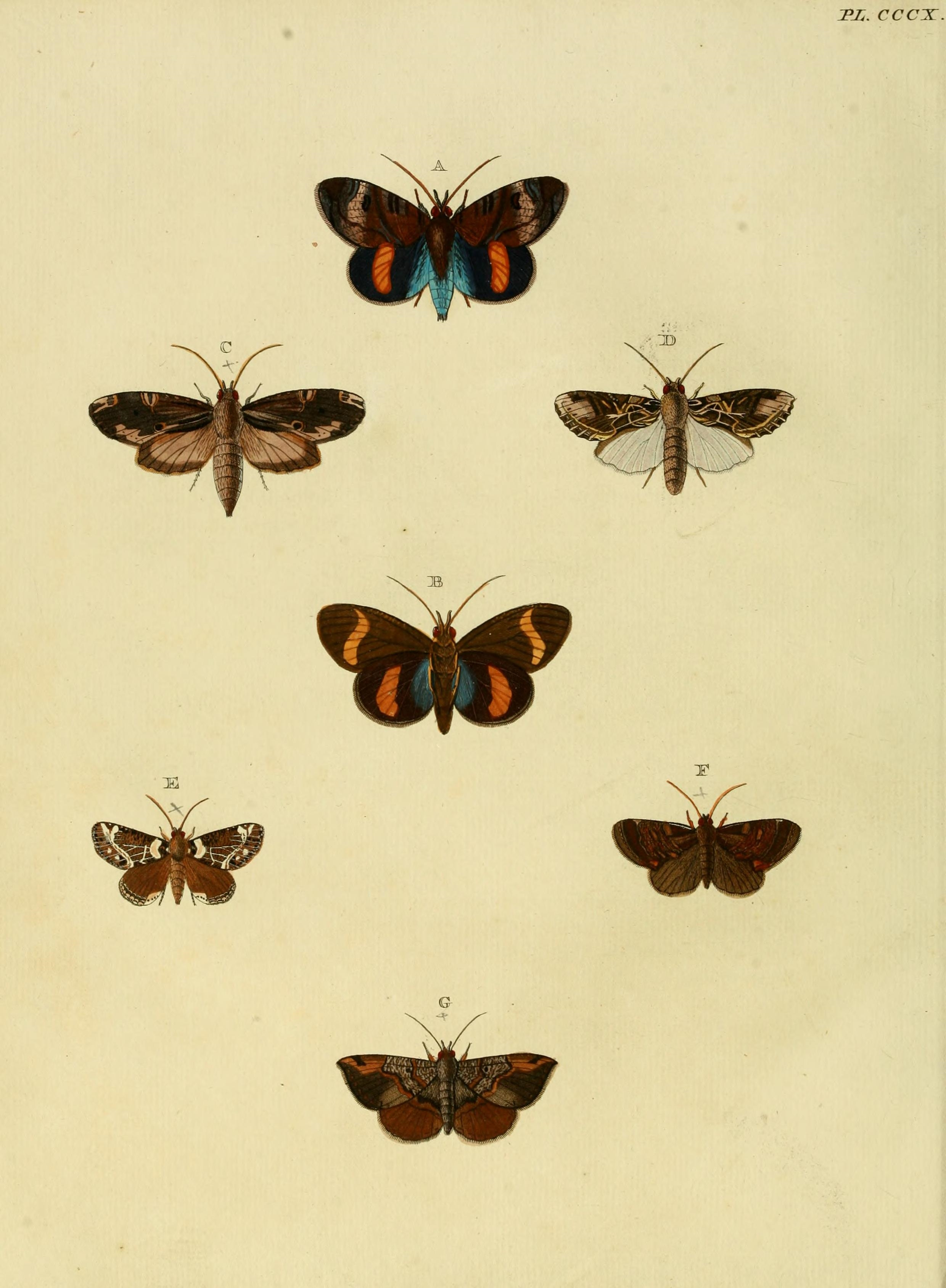